# Il re dei kickboxers
Il re dei kickboxers (The King of the Kickboxers), noto anche come Karate Tiger IV e No Retreat, No Surrender 4, è un film del 1990 diretto da Lucas Lowe. Si tratta di una coproduzione USA-Hong Kong.

## Trama
Jake Donahue, un adolescente statunitense, e suo fratello maggiore Sean, sono in Thailandia; qui Sean sta partecipando a un torneo di kickboxing. Dopo aver vinto un incontro, Sean viene assalito dal criminale Khan e dai suoi scagnozzi; Khan coinvolge Sean in una rissa e successivamente lo uccide, dopodiché attacca Jake e lo ferisce gravemente. Diversi anni dopo Jake ritorna in Thailandia per vendicare la morte di Sean.

## Distribuzione
In Italia la pellicola uscì nel 1991, in formato videocassetta.